# المنظمة الدولية للوساطة
المنظمة الدولية للوساطة (بالإنچليزية: IOMed ؛International Organization for Mediation) هي هيئة وساطة حكومية دولية للنزاعات الدولية. ستعمل المنظمة الدولية كإطار عمل حاسم لتنفيذ الوساطة - وهي طريقة سلمية لحل النزاعات أقرتها ميثاق الأمم المتحدة - لتعزيز الاتفاقيات ذات المنفعة المتبادلة بين الأطراف المتنازعة. دور المنظمة أساسي في تعزيز الحوكمة العالمية الفعالة، ودعم السلام الدولي ، وتعزيز استقرار النظام العالمي.  المنظمة مقرها في هونچ كونچ.

## الهيكل والحوكمة

### مجلس الإدارة
يعمل مجلس الإدارة بمثابة الهيئة الأساسية لاتخاذ القرار، وهو المسؤول عن صياغة السياسات والتوجيه الاستراتيجي. يتألف المجلس من ممثل واحد لكل دولة عضو، مع السماح بالبدلاء في حالة الغياب، وينتخب رئيسًا ونائبين (اختياريين) للرئيس سنويًا. ويعمل مجلس الإدارة في المقام الأول من خلال الإجماع، حيث يتمتع كل عضو بصوت واحد. إذا لم يكن من الممكن التوصل إلى توافق في الآراء بعد بذل جهود شاملة، يتم اتخاذ القرارات إما بأغلبية بسيطة أو بأغلبية خاصة من الأعضاء الحاضرين المصوتين، كما هو منصوص عليه في اتفاقية المنظمة. يضمن هذا اتخاذ القرارات الشاملة والحوكمة الفعالة عندما يكون الاتفاق بالإجماع مستحيلاً.
الوظائف الرئيسية:
1. وضع القواعد والإجراءات
  - يضع قواعده الإجرائية الخاصة، وعمليات الوساطة، وقواعد السلوك.
  - اعتماد اللوائح المالية والإدارية والميزانيات السنوية.
2. الإشراف على القيادة
  - يختار ويعين الأمين العام ونوابه.
  - يحدد شروط الخدمة الخاصة بهم.
3. الحوكمة التشغيلية
  - مراجعة التقارير التشغيلية السنوية والموافقة عليها.
  - إنشاء هيئات فرعية أو مجموعات استشارية حسب الحاجة.
4. سلطة التنفيذ
  - يمارس الصلاحيات الإضافية المطلوبة لدعم اتفاقية المنظمة الدولية للهجرة.

### الأمانة العامة
تتولى الأمانة العامة العمليات اليومية وتتكون من:
- أمين عام (الممثل القانوني الرئيسي).
- نائب أو أكثر للأمين العام.
- موظفين إضافيين حسب الحاجة.

### لجان الوسطاء
وسيتم تعيين أعضاء اللجنة لمدة خمس سنوات قابلة للتجديد. وسيتم إنشاء لجنتين متخصصتين للوساطة:
1. لجنة الوساطة بين الدول - تتعامل مع النزاعات بين الحكومات بموجب المادة 25 من اتفاقية المنظمة.
2. هيئة الوساطة العامة – معالجة النزاعات الأخرى المنصوص عليها في المادتين 27 و28.[4]

## تاريخ

### الخلفية والتأسيس
وفقًا للحكومة الصينية، جاء إنشاء المنظمة الدولية للوساطة نتيجة لجهود الصين للتوسط في النزاع بين إثيوبيا ومصر والسودان والذي بدأ بقرار إثيوبيا في عام 2011م ببدء العمل على سد النهضة الإثيوبي الكبير.    تم بناء السد على طول النيل الأزرق ، وقد عارضته مصر والسودان منذ البداية، حيث كانت كلتا الدولتين قلقتين من أن بناء السد من شأنه أن يقلل من كمية المياه في مجرى النهر ويسبب مشاكل بيئية خطيرة بالنسبة لهما.  في مارس/آذار 2015، وقع زعماء الدول الثلاث اتفاقا أوليا لإنهاء نزاعهم. 
وفي يوليو/تموز 2020، أعلنت إثيوبيا أنها أكملت المرحلة الأولى من ملء السد، والتي بلغت 4.9 مليون لتر. مليار متر مكعب.  أثار هذا التطور غضب مصر والسودان - في 2 مارس 2021، أصدر البلدان بيانًا مشتركًا أعلنا فيه دعمهما لإنشاء آلية وساطة رباعية الأطراف تتكون من الأمم المتحدة والاتحاد الأوروبي والولايات المتحدة والاتحاد الأفريقي.  ومع ذلك، في اليوم التالي، قالت إثيوبيا إنها ترفض محاولات تدويل النزاع، وأنها ملتزمة بالمفاوضات التي يرعاها الاتحاد الأفريقي فقط.  في 5 يوليو 2021، أخطرت إثيوبيا مصر والسودان بأن البلاد ستبدأ المرحلة الثانية من ملء السد بإضافة 13.5 مليار متر مكعب من المياه. وقد أثارت هذه الخطوة ردود فعل عنيفة من مصر والسودان، حيث اعتقدت الدولتان أن هذا القرار ينتهك اتفاق عام 2015 واتهمتا إثيوبيا بنية خلق أمر واقع. 
في أكتوبر 2022، أجرى «ما »، سفير جمهورية الصين الشعبية لدى جمهورية السودان، وعلي الصادق علي ، القائم بأعمال وزير خارجية السودان، حفل توقيع وتسليم «البيان المشترك بشأن إنشاء المنظمة الدولية للوساطة» في قاعة الصداقة السودانية في الخرطوم عاصمة السودان. 
في ديسمبر 2022، أصدر الرئيس التنفيذي لهونچ كونچ في المجلس مشروع قانون المنظمات الدولية (الامتيازات والحصانات) (التعديل) لعام 2022م وفقًا لقانون المنظمات الدولية (الامتيازات والحصانات) (الفصل 558) من قوانين مجلس هونچ كونچ التنفيذي. 

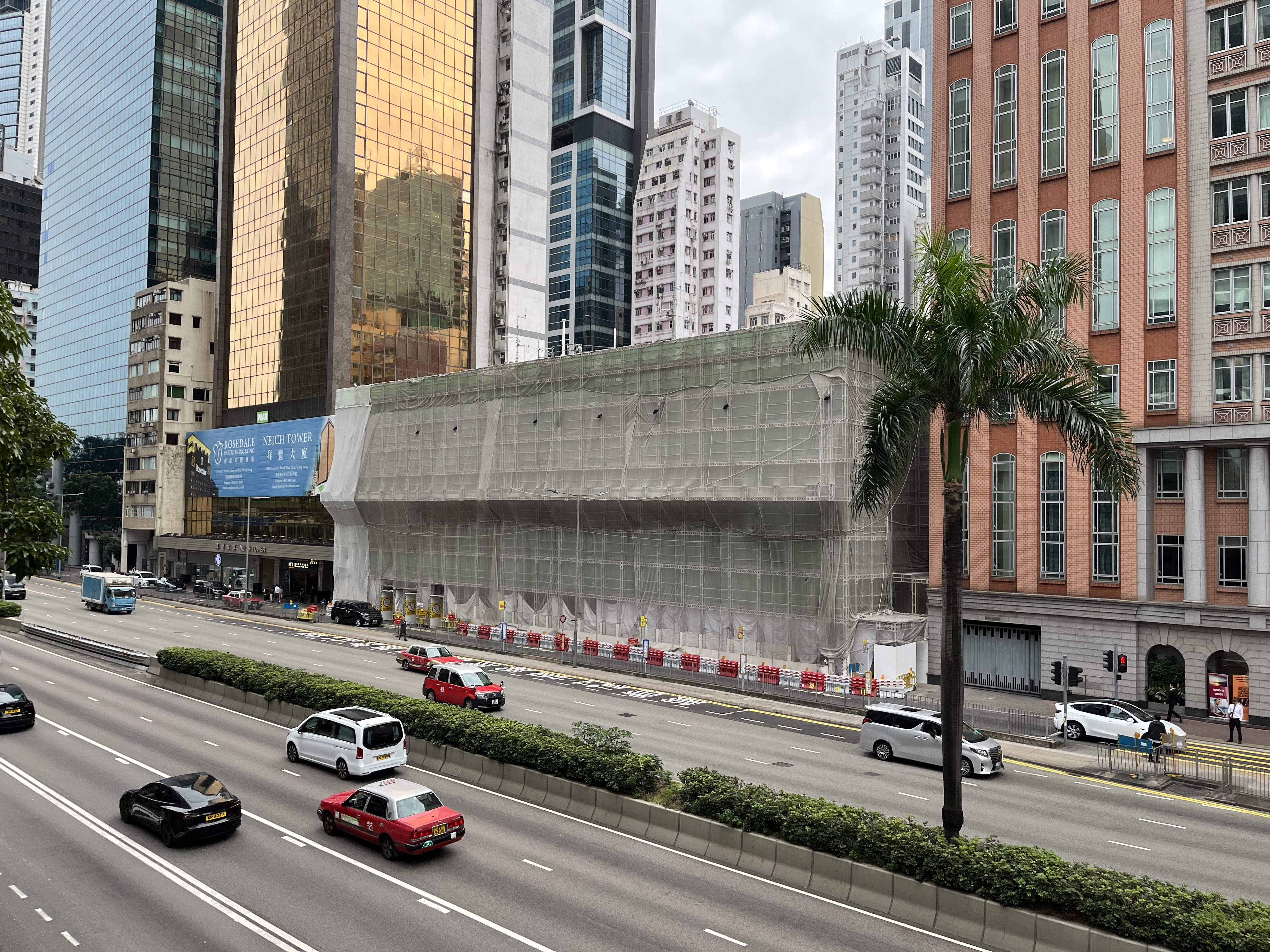
مركز شرطة «وان تشاي» القديم قيد التجديد ليتم استخدامه كمقر لمنظمة الوساطة الدولية.

بحلول نهاية عام 2022، بادرت الصين ونحو 20 دولة بشكل مشترك بتأسيس المنظمة وقررت بالإجماع إنشاء مقر المنظمة في هونچ كونچ. 
في 16 فبراير 2023، تم إنشاء المكتب التحضيري للمنظمة الدولية للوساطة وتعيين «صن جين» مديرًا عامًا له   وفي 17 فبراير 2023م، حضر ممثلو الدول الموقعة على البيان المشترك بشأن إنشاء المنظمة حفل الافتتاح، والذي ألقى فيه تشين جانج ، عضو مجلس الدولة ووزير الخارجية الصيني آنذاك، خطابًا بالفيديو. 
في أوائل عام 2024م، تقرر أن يكون مقر المنظمة الدولية للوساطة في مركز شرطة «وان تشاي» القديم .  في 30 مايو 2025م، أقيم حفل توقيع اتفاقية إنشاء المنظمة في هونچ كونچ بفندق جراند حياة هونچ كونچ.  ومن المتوقع أن تكتمل أعمال تجديد المقر الرئيسي بحلول نهاية عام 2025م. 

## الأعضاء
- الجزائر
- بنين
- بيلاروس
- كمبوديا
- الصين
- الكاميرون
- جمهورية الكونغو
- كوبا
- جيبوتي
- دومينيكا
- غينيا الاستوائية
- إثيوبيا
- الغابون
- غينيا بيساو
- إندونيسيا
- جامايكا
- كينيا
- كيريباتي
- لاوس
- موريتانيا
- ناورو
- نيكاراغوا
- نيجيريا
- باكستان
- بابوا غينيا الجديدة
- صربيا
- جزر سليمان
- السودان
- تيمور الشرقية
- أوغندا
- فانواتو
- فنزويلا
- زيمبابوي